# Галасник гологорлий
Галасник гологорлий (Corythaixoides personatus) — вид птахів родини туракових (Musophagidae).

## Поширення
Вид поширений в саванах Східно-Африканської рифтової долини. Існує дві відокремлені популяції: в Ефіопії живе ендемічний номінальний підвид C. p. personatus; підвид C. p. leopoldi поширений в Уганді, Руанді, Бурунді, Кенії, Танзанії, Малаві та на сході ДР Конго. Останнього інколи виокремлюють у власний вид C. leopoldi.

## Опис
Великий птах, тіло разом з хвостом сягає до 48 см завдовжки. Вага 200—300 г. Спина, крила та хвіст сірі. Черево, груди, шия та голова білі. На голові є великий сірий чубчик. Лицьова маска неоперена, чорного кольору. У С. leopoldi черево сіро-рожеве, на грудях є зелена пляма, а лицьова маска темно-коричнева.

## Спосіб життя
Живе на деревах. Трапляється невеликими сімейними зграями до 10 птахів. Живиться плодами, квітами, насінням, рідше комахами.